# Georg Kaulbach

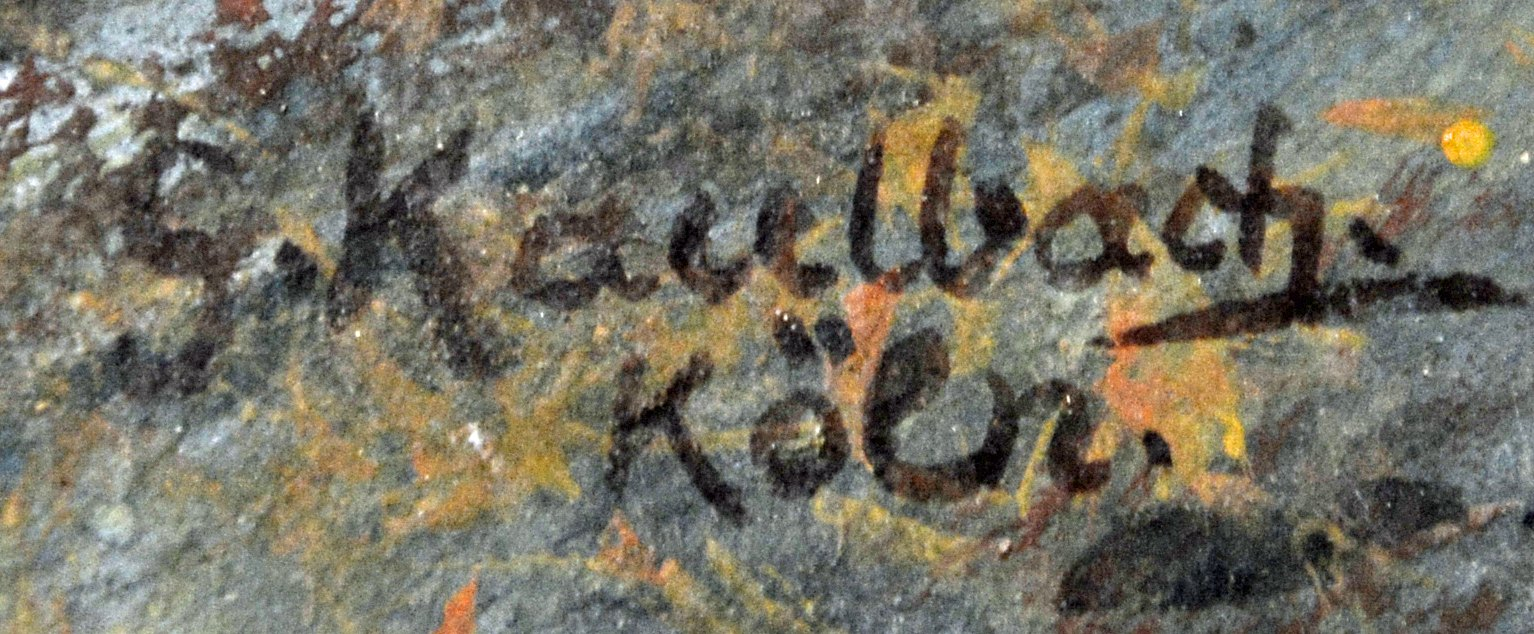
Signatur Georg Kaulbachs

Georg Ernst Kaulbach (* 22. März 1866 in Szillen, Ostpreußen; † 29. August 1945 in Graal-Müritz) war ein deutscher Porträt-, Industrie- und Landschaftsmaler.

## Leben

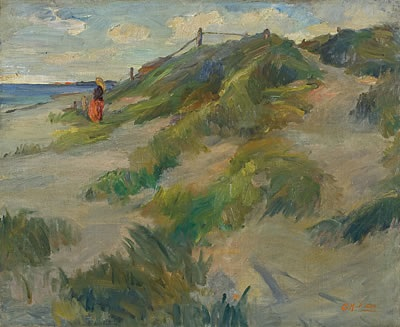
Stranddüne Ahrenshoop
um 1920

Georg Kaulbach wurde 1866 in Szillen, einem Ort zwischen Tilsit und Insterburg, heute Schilino im russischen Oblast Kaliningrad, geboren. Er begann seine künstlerische Ausbildung in den Jahren 1884 bis 1888 mit dem Studium bei Carl Steffeck, Max Schmidt und Emil Neide an der Kunstakademie Königsberg. Eine weitere Studienzeit folgte 1889/90 bei Gustav Schönleber an der Kunstakademie Karlsruhe. Anfang der 1890er Jahre machte er mehrfach Studienreisen nach Russland, 1896 kehrt er nochmals nach Königsberg zurück, um seine Fertigkeiten im Porträtmalen zu entwickeln. Ab 1897 lebte er mit seiner Familie in Köln, wobei äußere Gründe ihn hier zwangen, als Techniker in einem Fotoatelier zu arbeiten. Nach längerer Krankheit verlegte er 1915 auf ärztlichen Rat seinen Wohnsitz an die Ostseeküste nach Gehlsdorf, einer Gemeinde am Stadtrand von Rostock (1934 eingemeindet). Hier begann er wieder mit seinem künstlerischen Schaffen. 1922 gehörte er mit Paul Wallat und Käthe Reine zu den Mitbegründern des Mecklenburgischen Künstlerbundes. In den 1920er Jahren verbrachte er einige Zeit in München, wo er mit dem Grafrather Maler und Farbenhersteller Fritz Behrendt, einem Jugendfreund, sowie mit der Galerie Heinemann zusammenarbeitete. Georg Kaulbach starb 1945 in einem Graal-Müritzer Altersheim, er wurde in Rostock auf dem Neuen Friedhof beerdigt (Feld 3). 1947 wurde in Rostock-Gehlsdorf eine Straße nach ihm benannt, die Kaulbachstraße.
Nach der Erinnerung an das Rheinland waren zahlreiche Industriebilder, seine „Industrie-Impressionen“ wie etwa Hochöfen, Fabriken und Bahnhöfe, in kraftvollen Farben gestaltet. Seine meist kleinformatigen Landschaften zeigten, in impressionistischer Malweise angelegt, Dünen-, Heide-, Wald- und Wiesenmotive aus dem Rostocker Umland.
Eine Verbindung zur berühmten Malerfamilie Kaulbach gab es auch: Georg Kaulbachs Vater war ein entfernter Vetter Wilhelm von Kaulbachs.

## Ausstellungen / Werke

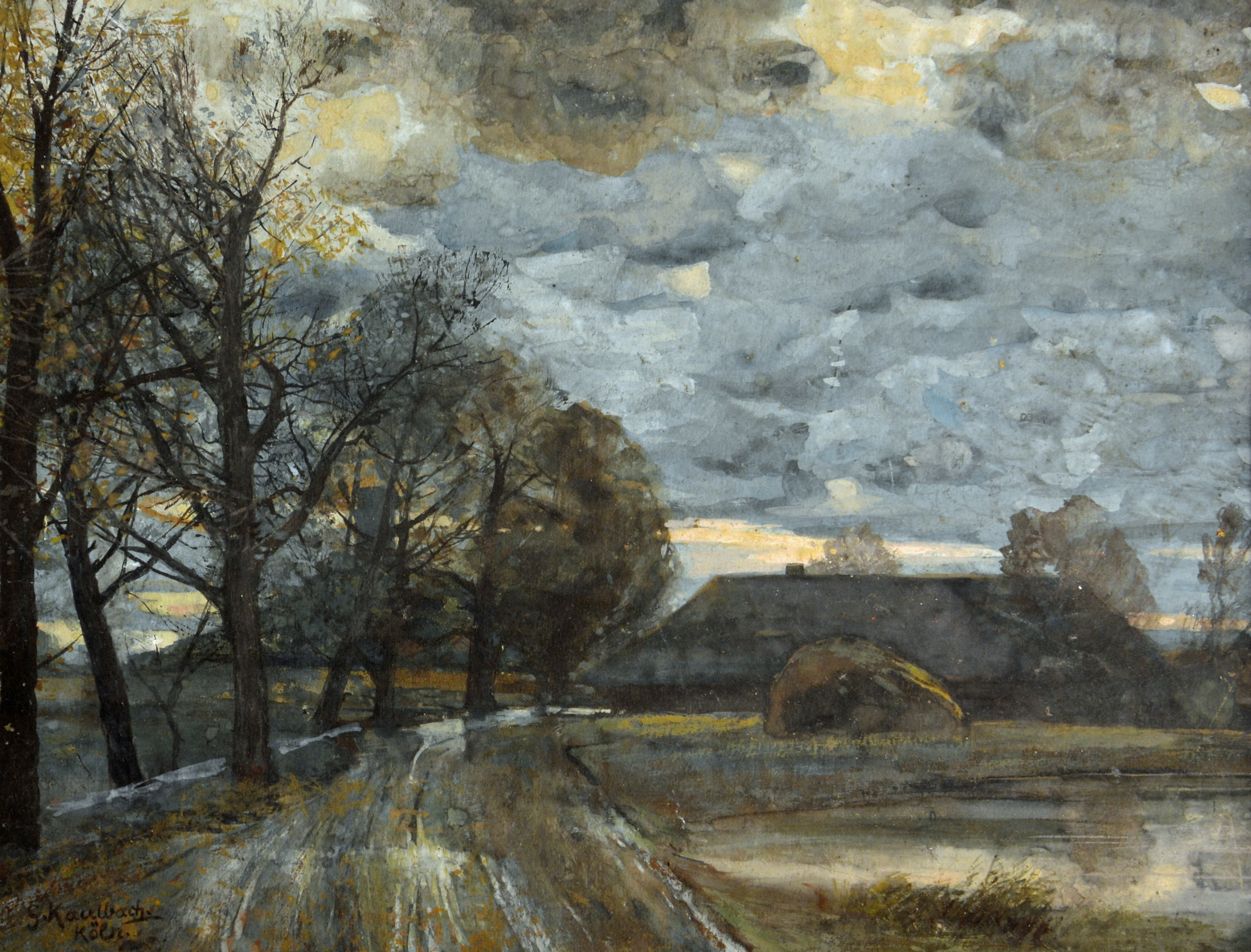
Landschaftsmotiv

- 1924: Ausstellungsbeteiligung im Münchner Glaspalast
- 1941: anlässlich seines 75. Geburtstags Ausstellung (mit 125 Bildern) im Kulturhistorischen Museum Rostock
- 1946: Georg Kaulbach und Korl Meyer Gedächtnisausstellung. Gemälde, Aquarelle, Zeichnungen, Skizzenbücher. Museum der Stadt Rostock[3]

- Selbstporträt (1896); Werkbahnhofsszene (1924); Landstraße bei Gehlsdorf (1925); Herbstwald (1928); In den Dünen, Aus dem Industriegebiet – Blick auf die Gasanstalt Köln-Ehrenfeld (1930).
- Karlsplatz in München; Pappeln am Hang (Öl); Aufziehendes Unwetter (Öl); Industrie (Öl); Rostocker Heide (Öl); Rostocker Hafenbahn.[4]
- Herbstlandschaft; Stranddüne Ahrenshoop (1920).[5]
- Bahnhofshalle; Erinnerung an das Industrie-Gebiet VIII; Erinnerung an das Industrie-Gebiet XI; Großstadtimpression I; Großstadtimpression II; Hochöfen; Industriebild X; Industriestück XII; Werkbahnhofszene; (Arbeiten auf Papier, alle ca. 1924)[6]
- Motiv vom Strande der Rostocker Heide (1931), im Bestand des Heimatmuseums Warnemünde